# Municipio de Bingham (Carolina del Norte)
El municipio de Bingham (en inglés: Bingham Township) es un municipio ubicado en el  condado de Orange en el estado estadounidense de Carolina del Norte. En el año 2000 tenía una población de 6.181 habitantes.

## Geografía
El municipio de Bingham se encuentra ubicado en las coordenadas 35°58′35.42″N 79°10′45.36″O / 35.9765056, -79.1792667.